# Alfredo Castellani
Alfredo Castellani es un actor argentino nacido en Buenos Aires el 25 de abril de 1967.

## Teatro
- Así es la vida
- El conventillo de la Paloma
- El guapo y la gorda
- Con alma de Valija
- El viaje a ninguna parte
- ¿Quién cocinó la última cena?
- Sinvergüenzas
- Vacas Sagradas (2017)
- Silencio en la noche

## Cine
- La suerte está echada (2005) - Laurencio
- Crónica de una fuga (2006) - Entrenador
- Incorregibles (2007) - Actor 1
- Visitante de invierno (2008) - Lito
- Una cita, una fiesta y un gato negro (2009) - Médico
- La mosca en la ceniza (2009) - Raúl
- San Martín: El cruce de los Andes (2010) - Padre de Corvalán
- El día que no nací (2011) - Hugo
- Dias de vinilo (2011) - Empleado del bazar
- Papeles en el viento (2015)

## Televisión
- Tiempo Final (2001) -
- Malandras (2003) - El Negro Díaz
- Casados con hijos (2006) - Varios
- Reparaciones (2007) - Ñato
- El capo (2007) - Domenico
- Mujeres asesinas (2008) ep: Noemi, desquisiada
- Todos contra Juan (2008) - Guillermo
- Impostores (2009) - "Arbolito"
- Todos contra Juan 2 (2010) - Guillermo
- Secretos de Amor (2010) - Ladrón
- Contra las cuerdas (2010) - Entrenador
- El Elegido (2011) - Hassef
- Un Año para recordar (2011) -
- Recordando el show de Alejandro Molina (2011) - Irineo Funes
- Dulce amor (2012) - Gonzalo "Gonzalito" Ferrero
- Lobo (2012) - Ramón Paredes
- Sos mi hombre (2013) - Jorge Chávez
- Noche & Día (2014) - Lucio Benedetti
- La Leona (2016) - Bernardo García
- O11CE (2017-2019)- Florencio/Franco Pellossi